# Râul Paolina
Râul Paolina este un curs de apă, afluent al Dunării. 